# Coronavirusul legat de sindromul respirator acut sever
Coronavirusul legat de sindromul respirator acut sever (abreviat SARS-CoV sau SARSr-CoV, din engleză severe acute respiratory syndrome-related coronavirus) este o specie de coronavirus care infectează oamenii, liliecii și alte mamifere. Este un virus ARN monocatenar anvelopat cu sens pozitiv care intră în celula gazdă prin legarea de receptorii enzimei de conversie a angiotensinei 2 (ECA2). Este membru al genului Betacoronavirus și subgenului Sarbecoronavirus.
Două tulpini ale acestui virus au provocat focare de boli respiratorii severe la om: coronavirusul sindromului respirator acut sever (SARS-CoV sau SARS-CoV-1), care a provocat focarul din 2002-2004 a sindromului respirator acut sever (SARS), și coronavirusul sindromului respirator acut sever 2 (SARS-CoV-2), care este cauza pandemiei din 2019-20 de COVID-19. Există sute de alte tulpini ale SARS-CoV, dar toate infectează numai specii non-umane. Liliecii sunt un mare rezervor natural al multor tulpini de coronavirus legat de SARS, iar mai multe tulpini au fost identificate la civetele de palmier, aceste tulpini fiind probabil strămoșii SARS-CoV.
Coronavirusul legat de SARS a fost unul din cele câteva virusuri identificate de Organizația Mondială a Sănătății (OMS) în anul 2016 drept cauză probabilă a unei viitoare epidemii într-un nou plan dezvoltat după epidemia de Ebola pentru cercetare și dezvoltare urgente, înainte și în timpul unei epidemii pentru crearea de teste de diagnostic, vaccinuri și medicamente. Predicția s-a adeverit o dată cu pandemia de coronaviroză din 2019-20.

## Clasificare
Coronavirusul legat de SARS este membru al genului Betacoronavirus (grupul 2) și subgenului Sarbecovirus (subgrupul B). Sarbecovirusurile, spre deosebire de embecovirusuri sau alfacoronavirusuri, au doar o singură enzimă PLpro în loc de două în cadrul deschis de citire ORF1. A fost determinat că SARSr-CoV s-a separat timpuriu de betacoronavirusuri, pe baza unui set de domenii conservate pe care îl are în comun cu grupul.
Liliecii reprezintă principalul rezervor de gazde pentru coronavirusul legat de SARS. Virusul a coevoluat în acest rezervor de lilieci pentru o perioadă lungă de timp. Foarte recent, unele tulpini de coronavirusul legat de SARS au evoluat și au sărit de la lilieci la oameni, precum în cazul tulpinilor SARS-CoV și SARS-CoV-2. Aceste două tulpini provin dintr-un același strămoș, dar au sărit de la lilieci la oameni separat. SARS-CoV-2 nu este un descendent direct al SARS-CoV.

## Genom

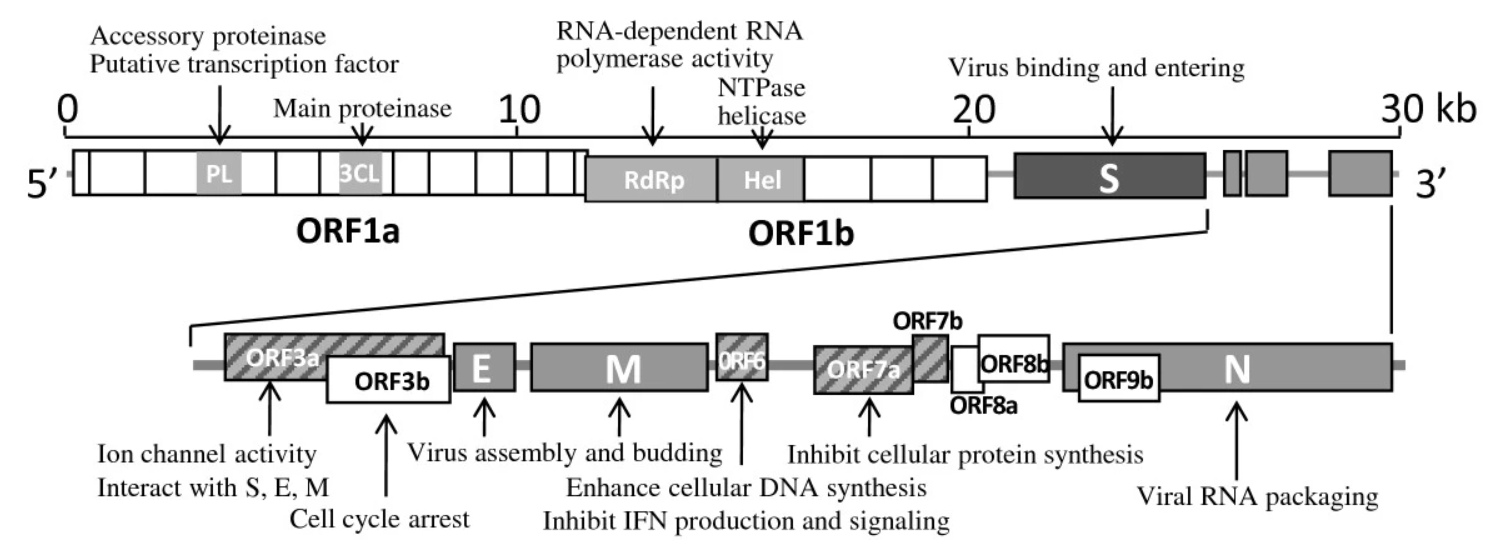
Organizarea genomică a SARS-CoV

Coronavirusul legat de SARS este un virus ARN monocatenar anvelopat de sens pozitiv. Genomul său este de aproximativ 30 kb, ceea ce îl face unul dintre cele mai mari virusuri ARN. Virusul are 14 cadre deschise de citire (ORF, din engleză open reading frame), care se suprapun în unele cazuri. Genomul are un cap 5' metilat și o coadă 3' poliadenilată. Există 265 de nucleotide în 5'UTR și 342 de nucleotide în 3'UTR.
Capul 5' metilat și coada 3' poliadenilată permit genomului ARN cu polaritate pozitivă să fie direct translatat de către ribozomul celulei gazdă după intrarea virală. SARSr-CoV este similar cu alte coronavirusuri în sensul în care expresia genomului său începe cu translatarea de către ribozomii celulei gazdă a celor două mari ORF-uri inițiale care se suprapun, 1a și 1b, care produc poliproteine.
Funcțiile mai multor proteine virale sunt cunoscute. ORF-urile 1a și 1b codifică poliproteina replicază/transcriptază, iar ORF-urile 2, 4, 5 și 9a codifică, respectiv, cele patru proteine structurale majore: spicula, învelișul, membrana și nucleocapsida. ORF-urile ulterioare codifică, de asemenea, opt proteine unice (orf3a până la orf9b), cunoscute sub numele de proteine accesorii, multe fără omologi cunoscuți. Diferitele funcții ale proteinelor accesorii nu sunt bine înțelese. 

## Morfologie

Ilustrare a virionului SARSr-CoV

Morfologia coronavirusului legat de SARS este caracteristică familiei coronavirusurilor. Virusurile sunt particule sferice pleomorfice mari cu proiecții bulboase la suprafață, care formează o coroană în jurul particulelor în micrografiile electronice. Dimensiunea particulelor virale este de 80-90 nm. Capsula virală apare în micrografiile electronice ca o sferă densă în electroni.
Anvelopa virală constă dintr-un bistrat lipidic de care sunt ancorate proteinele de membrană (M), anvelopă (E) și spiculă (S). Proteinele S oferă aspectul de proiecții bulboase virusului. Interacțiunea dintre proteina S și receptorul complementar de pe celula gazdă este vitală în determinarea tropismului tisular, infecțiozitate și gama de specii afectate de virus.
În interiorul anvelopei se află nucleocapsida, care este formată din mai multe copii ale proteinei nucleocapsidei (N), care sunt legate de genomul ARN monocatenar cu sens pozitiv (~30 kb) într-o conformare similară unor mărgele pe șirag. Anvelopa cu bistrat lipidic, proteinele membranare și nucleocapsida protejează virusul atunci când se află în afara gazdei.

## Ciclu de viață
Coronavirusul legat de SARS urmează strategie de replicare tipică tuturor coronavirusurilor.

### Atașare și intrare

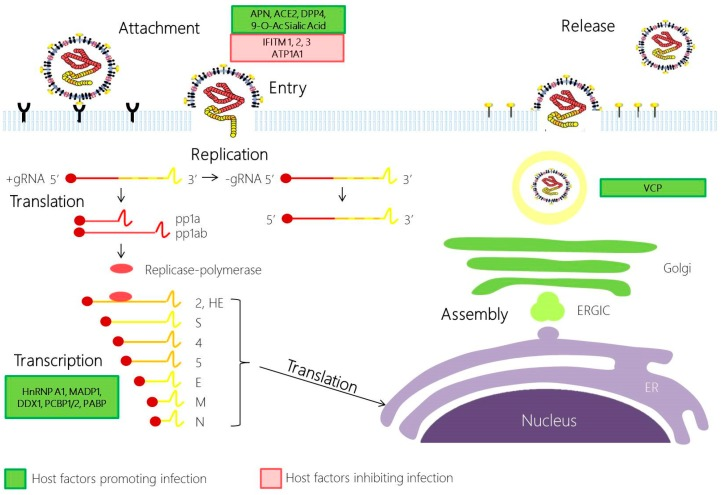
Ciclul de replicare a coronavirusului

Atașarea coronavirusului legat de SARS de celula gazdă este mediată de proteina S și receptorul acesteia. Domeniul de legare de receptor al proteinei S (RBD) recunoaște și se atașează de receptorii enzimei de conversie a angiotensinei 2 (ACE2). După atașare, virusul poate pătrunde în celula gazdă prin două căi diferite. Calea urmată de virus depinde de proteaza disponibile în gazdă pentru a tăia și activa proteina S atașată de receptor.
Prima cale care poate fi urmată de coronavirus pentru a intra în celula gazdă este endocitoza și absorbția virusului în endozom. Proteina S atașată de receptor este apoi activată de către cistein proteaza catepsin L dependentă de pH a gazdei. Activarea proteinei S atașată de receptor determină o modificare conformațională și, ulterior, fuziunea anvelopei virale cu peretele endozomal.
Alternativ, virusul poate pătrunde în celula gazdă în mod direct prin clivajul proteolitic al proteinei S atașată de receptor de către serin proteazele TMPRSS2 sau TMPRSS11D de pe suprafața celulei gazdă. În coronavirusul SARS, activarea părții C-terminus a proteinei S declanșează fuziunea anvelopei virale cu membrana celulei gazdă prin inducerea de modificări conformaționale care nu sunt pe deplin înțelese.

### Translatare genomică
După fuziune, nucleocapsida trece în citoplasmă, unde genomul viral este eliberat. Genomul acționează ca un ARN mesager, iar ribozomul celulei  translatează două treimi din genom, ceea ce corespunde cadrelor ORF1a și ORF1b, în două mari poliproteine care se suprapun, pp1a și pp1ab. 
Poliproteina pp1ab, mai mare, rezultă dintr-o recodificare translațională cu o poziție la stânga cauzată de o secvență alunecoasă (UUUAAAC) și un pseudonod ARN ulterior la sfârșitul cadrului deschis de citire ORF1a. Recodificarea permite translatarea continuă a ORF1a urmată de ORF1b.
Poliproteinele conțin propriile lor proteaze, PLpro și 3CLpro, care taie poliproteinele în locuri specifice diferite. Scindarea poliproteinei pp1ab produce 16 proteine nestructurale (nsp1 până la nsp16). Proteinele produse includ diverse proteine de replicare, precum ARN polimeraza ARN-dependentă (RdRp), ARN helicaza și exoribonucleaza (ExoN).

### Replicare și transcripție
Un număr de proteine nestructurale de replicare fuzionează pentru a forma un complex multi-proteic replicază-transcriptază (RTC). Principala proteină replicază-transcriptază este ARN polimeraza ARN dependentă (RdRp). Este implicată direct în replicarea și transcripția ARN-ului dintr-o catenă ARN. Alte proteine nestructurale din complex ajută la procesul de replicare și transcripție.
Proteina nsp15 este o 3'-5' exoribonuclează care oferă un plus de fidelitate procesului de replicare. Exoribonucleaza oferă o funcție de corectură complexului care lipsește ARN polimerazei ARN-dependentă. În mod similar, proteinele nsp7 și nsp8 formează un mecanism de alunecare hexadecamerică ca parte a complexului care crește foarte mult procesivitatea ARN polimerazei ARN-dependentă. Coronavirusurile necesită fidelitate și procesivitate crescute în timpul sintezei ARN din cauza genomului de dimensiuni relativ mari în comparație cu alte virusuri ARN.
Una dintre principalele funcții ale complexului replicază-transcriptază este de a transcrie genomul viral. RdRp mediază direct sinteza moleculelor ARN subgenomice cu sens negativ din molecule ARN genomice cu sens pozitiv. Acest pas este urmat de transcrierea acestor moelcule ARN subgenomice cu sens negativ în mARN cu sens pozitiv.
Cealaltă funcție importantă a complexului replicază-transcriptază este de a replica genomul viral. RdRp mediază direct sinteza ARN-ului genomic cu sens negativ din ARN-ul genomic cu sens pozitiv. Acest pas este urmat de replicarea ARN-ului genomic cu sens pozitiv din cel cu sens negativ.
ARN-ul genomic replicat cu sens pozitiv devine genomul descendenților virali. Diferitele mARN-uri mai mici sunt transcripții din ultima treime a genomului viral care urmează după citirea cadrelor ORF1a și ORF1b. Aceste mARN-uri sunt translatate în cele patru proteine structurale (S, E, M și N), care vor deveni parte a descendenților virali și, de asemenea, alte opt proteine accesorii (orf3 până la orf9b) care fac parte din virus.

### Asamblare și eliberare
Translația ARN are loc în interiorul reticulului endoplasmatic. Proteine virale structurale S, E și M se mișcă de-a lungul căii de secreție în compartimentul Golgi intermediar. Acolo, proteinele M proteine se supun majorității interacțiunilor proteină-proteină necesare pentru asamblarea virusurilor după legarea de nucleocapsidă.
Descendenții virali sunt eliberați din celulă prin exocitoză prin vezicule secretorii.